# Bahnstrecke Pepinster–Stavelot
| |                      |                                       |                                       |
| Streckennummer: | L 44                 |                                       |                                       |
| Streckenlänge: | 12,5 km              |                                       |                                       |
| Spurweite: | 1435 mm (Normalspur) |                                       |                                       |
| Stromsystem: | 3 kV =               |                                       |                                       |
| Streckengeschwindigkeit: | 70 km/h              |                                       |                                       |
| |                      |                                       |                                       |
| \| \| \| von Aachen (L 37) \| \| \| \| 0,0 \| Pepinster (Keilbahnhof) \| Pepinster (Keilbahnhof) \| \| \| \| nach Lüttich (L 37) \| \| \| \| 0,7 \| Pepinster-Cité \| Pepinster-Cité \| \| \| 1,6 \| Chinheid \| Chinheid \| \| \| 3,2 \| Juslenville \| Juslenville \| \| \| 3,8 \| Theux Marie Louise \| Theux Marie Louise \| \| \| 4,2 \| Theux \| Theux \| \| \| 5,0 \| Theux Centre \| Theux Centre \| \| \| 5,6 \| Franchimont \| Franchimont \| \| \| 7,4 \| La Reid \| La Reid \| \| \| 9,6 \| Marteau \| Marteau \| \| \| 11,2 \| Spa \| Spa \| \| \| 12,5 \| Spa-Géronstère (bis 2002: Géronstère) \| Spa-Géronstère (bis 2002: Géronstère) \| \| \| 15,2 \| Nivezé \| Nivezé \| \| \| 19,8 \| Sart-lez-Spa \| Sart-lez-Spa \| \| \| 23,7 \| Hockai \| Hockai \| \| \| 27,3 \| Francorchamps \| Francorchamps \| \| \| \| ehem. Strecke von Waimes (L 45) \| \| \| \| 36,8 \| Stavelot \| Stavelot \| \| \| \| nach Luxemburg (L 45) \| \| |                      |                                       |                                       |
| Strecke |                      | von Aachen (L 37)                     | von Aachen (L 37)                     |
| Bahnhof | 0,0                  | Pepinster (Keilbahnhof)               | Pepinster (Keilbahnhof)               |
| Abzweig geradeaus und nach rechts |                      | nach Lüttich (L 37)                   | nach Lüttich (L 37)                   |
| Haltepunkt / Haltestelle | 0,7                  | Pepinster-Cité                        | Pepinster-Cité                        |
| ehemaliger Haltepunkt / Haltestelle | 1,6                  | Chinheid                              | Chinheid                              |
| Haltepunkt / Haltestelle | 3,2                  | Juslenville                           | Juslenville                           |
| ehemaliger Haltepunkt / Haltestelle | 3,8                  | Theux Marie Louise                    | Theux Marie Louise                    |
| Bahnhof | 4,2                  | Theux                                 | Theux                                 |
| ehemaliger Haltepunkt / Haltestelle | 5,0                  | Theux Centre                          | Theux Centre                          |
| Haltepunkt / Haltestelle | 5,6                  | Franchimont                           | Franchimont                           |
| ehemaliger Bahnhof | 7,4                  | La Reid                               | La Reid                               |
| ehemaliger Haltepunkt / Haltestelle | 9,6                  | Marteau                               | Marteau                               |
| Bahnhof | 11,2                 | Spa                                   | Spa                                   |
| Haltepunkt / Haltestelle Strecke ab hier außer Betrieb | 12,5                 | Spa-Géronstère (bis 2002: Géronstère) | Spa-Géronstère (bis 2002: Géronstère) |
| Haltepunkt / Haltestelle (Strecke außer Betrieb) | 15,2                 | Nivezé                                | Nivezé                                |
| Bahnhof (Strecke außer Betrieb) | 19,8                 | Sart-lez-Spa                          | Sart-lez-Spa                          |
| Bahnhof (Strecke außer Betrieb) | 23,7                 | Hockai                                | Hockai                                |
| Bahnhof (Strecke außer Betrieb) | 27,3                 | Francorchamps                         | Francorchamps                         |
| Abzweig geradeaus und von links (Strecke außer Betrieb) |                      | ehem. Strecke von Waimes (L 45)       | ehem. Strecke von Waimes (L 45)       |
| Bahnhof (Strecke außer Betrieb) | 36,8                 | Stavelot                              | Stavelot                              |
| Strecke (außer Betrieb) |                      | nach Luxemburg (L 45)                 | nach Luxemburg (L 45)                 |

Die Bahnstrecke Pepinster–Spa (Linie 44) ist heute eine 12,5 km lange mit 3 kV Gleichspannung elektrifizierte Nebenbahn in Belgien. Die Strecke verbindet die Bahnstrecke Aachen-Lüttich von Pepinster und Theux mit der Wasserstadt Spa und führte früher bis nach Stavelot mit einer Gesamtlänge insgesamt von 36,8 km.

## Strecke

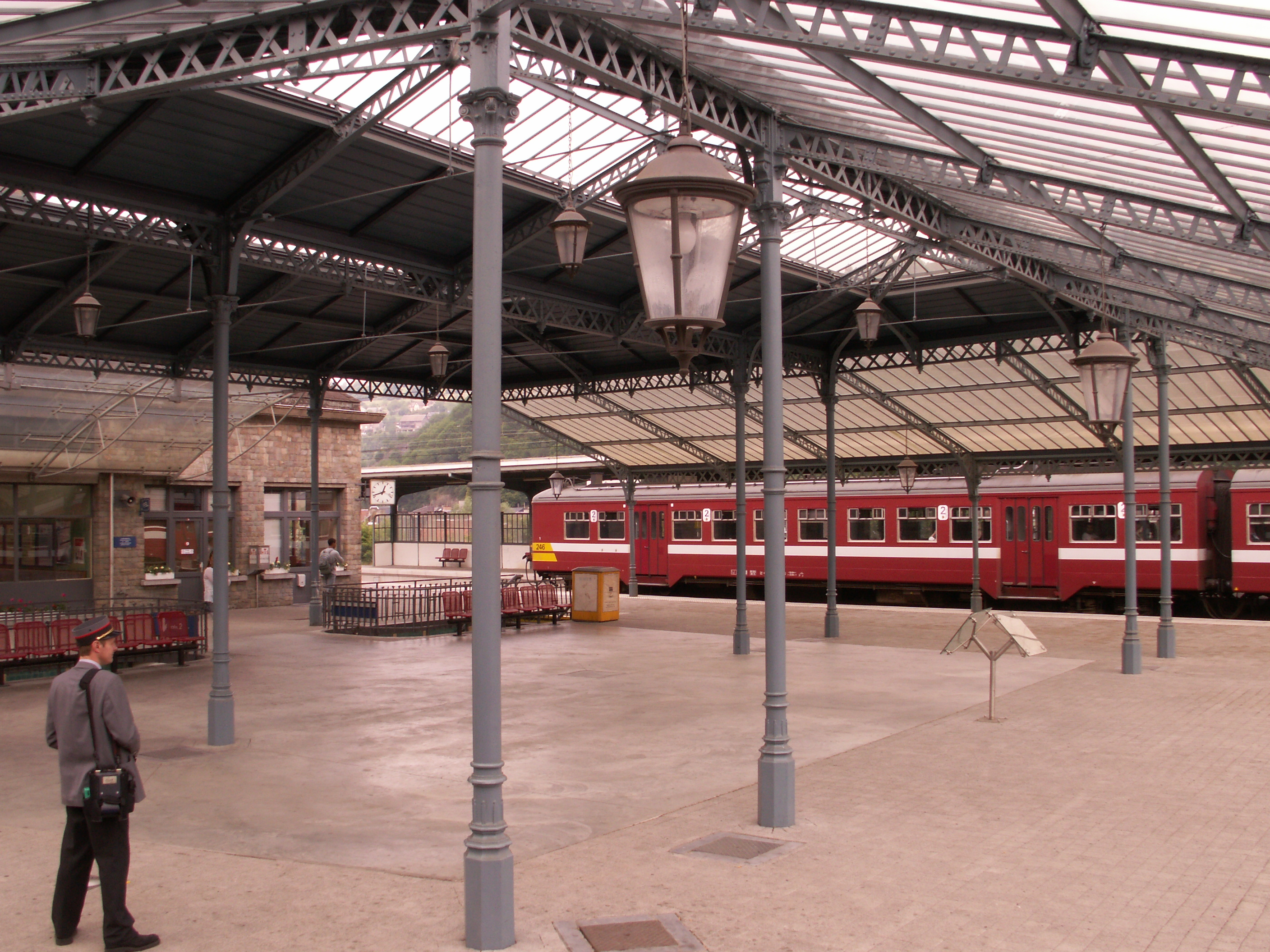
Keilbahnhof Pepinster

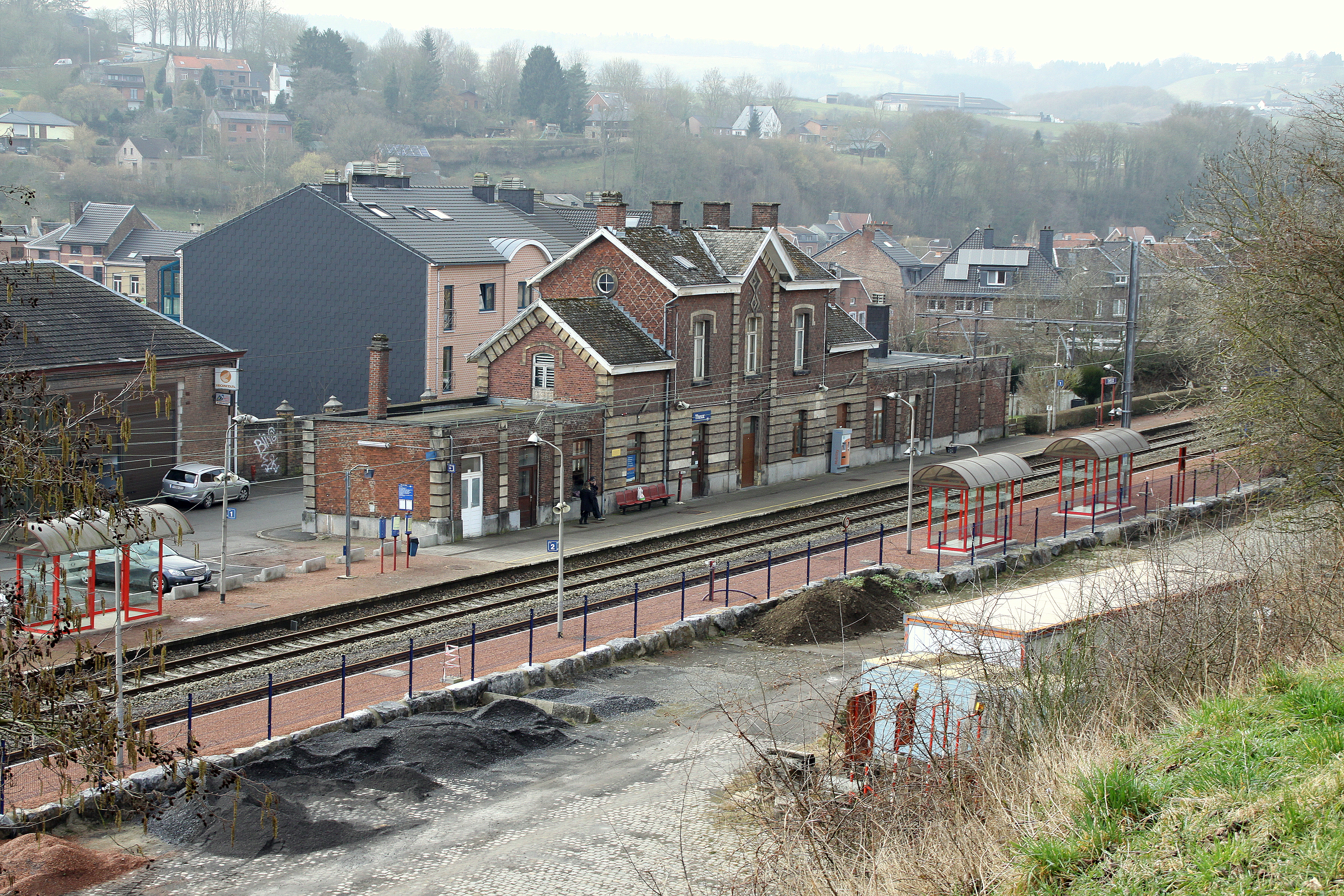
Begegnungsbahnhof Theux

Im Keilbahnhof Pepinster zweigt die eingleisige Nebenbahn nach Spa von der Hauptstrecke nach Lüttich ab. Zwischen den Bahnsteigen der jeweiligen Richtungen (Lüttich, Aachen, Spa) befindet sich eine interessante und aufwändig restaurierte Bahnhofshalle, welche trockenen Fußes ein Umsteigen zwischen den Zügen gewährleistet.
Nach mehrmaligem Queren des Flüsschens Hogne – mittels einiger kleiner Brückenkonstruktionen und kleinerer Durchlässe – und Halten in Pepinster-Cité, Juslenville und Theux wird der Haltepunkt der Ruine Franchimont erreicht. In diesem Bereich ist an der Breite der Trasse und an mehreren Brücken deutlich zu erkennen, dass die Strecke einst zweigleisig ausgebaut worden war.
Von Franchimont aus folgt die Strecke dem immer enger werdenden Tal des Wayai-Baches und erreicht schließlich den Bahnhof von Spa. Dieser Bahnhof verfügte von 1867 an – der Bedeutung des Weltbades angemessen – über eine prachtvolle gusseiserne Bahnsteighalle, die allerdings 1971 für die Elektrifizierung der Strecke abgerissen wurde. Zwischen dieser Station und dem heutigen Endpunkt Spa-Géronstère weist die Bahnstrecke eine starke Steigung auf und führt zum Teil über ein gemauertes Viadukt.
Am Haltepunkt Spa-Géronstère endet heute die Strecke eingleisig an einem Prellbock. Die seit 1973 gleislose Trasse steigt via Nivezé und Sart-lez-Spa bis Hockai weiter an, um in einem großen Bogen einen Höhenzug der Ardennen zu umrunden. Ab Hockai fällt die Trasse von ca. 530 m Höhe wieder kontinuierlich bis auf ca. 330 m Höhe bei dem Verzweigungsbahnhof Stavelot ab und verläuft dabei direkt am Motorsportgelände von Francorchamps sowie durch mehrere tiefere Felseinschnitte. Diese südliche Rampe wurde 2010 zum Fahrradweg ausgebaut (sog. RaVeL), der nördliche Teil folgte 2021. Die ohne Tunnel oder größere Brücken stark ans Gelände angepasste Linienführung streckte die Entfernung zwischen den Bahnhöfen Spa und Stavelot auf über das Doppelte (25,6 Bahnkilometer versus 11,5 km Luftlinie). Das folgende 5 km lange und weiter abfallende Stück von Stavelot bis Trois-Ponts (auf ca. 250 m Höhe) wurde noch bis Oktober 2006 von Güterzügen aus Malmedy genutzt, ist aber seit 2010 ebenfalls Radweg. Vom Abzweigbahnhof Trois-Ponts an nach Süden ist die Strecke als Teil der heutigen IC-Verbindung Lüttich – Luxemburg durchgehend erhalten geblieben.

## Betrieb und Geschichte

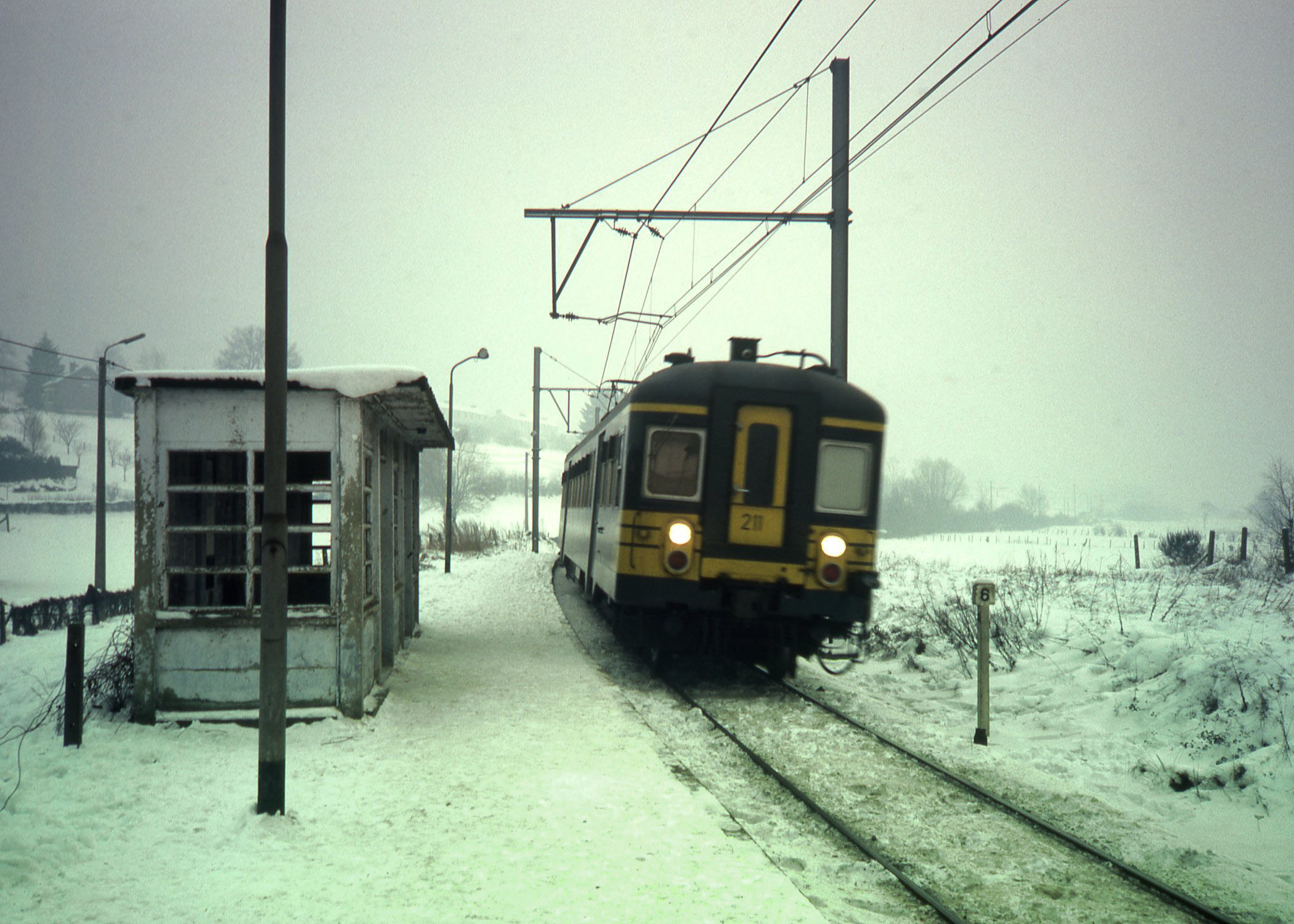
Haltepunkt Franchimont (1985) vor der Renovierung

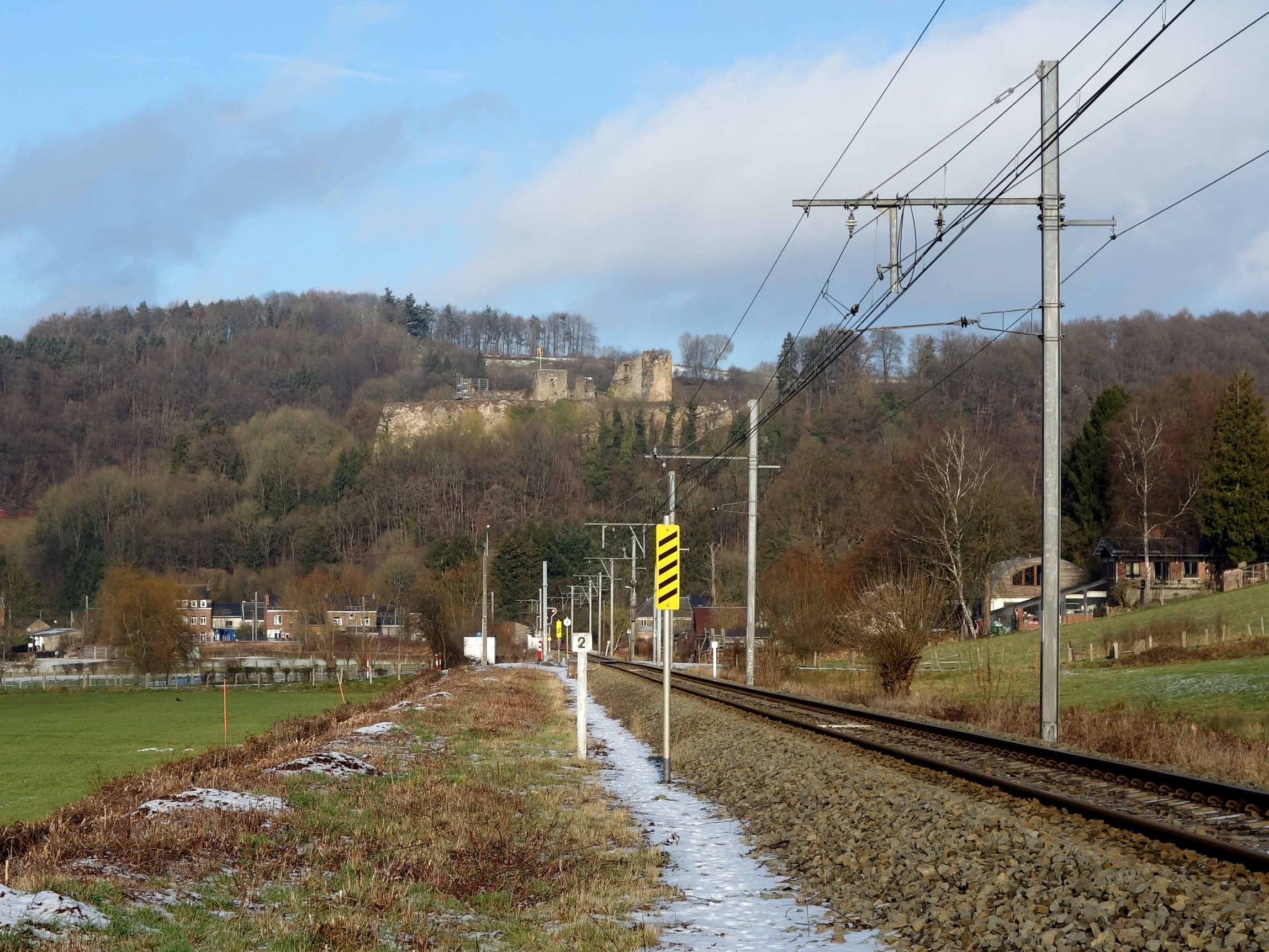
Südlich von Burg Franchimont, links lag das zweite Streckengleis

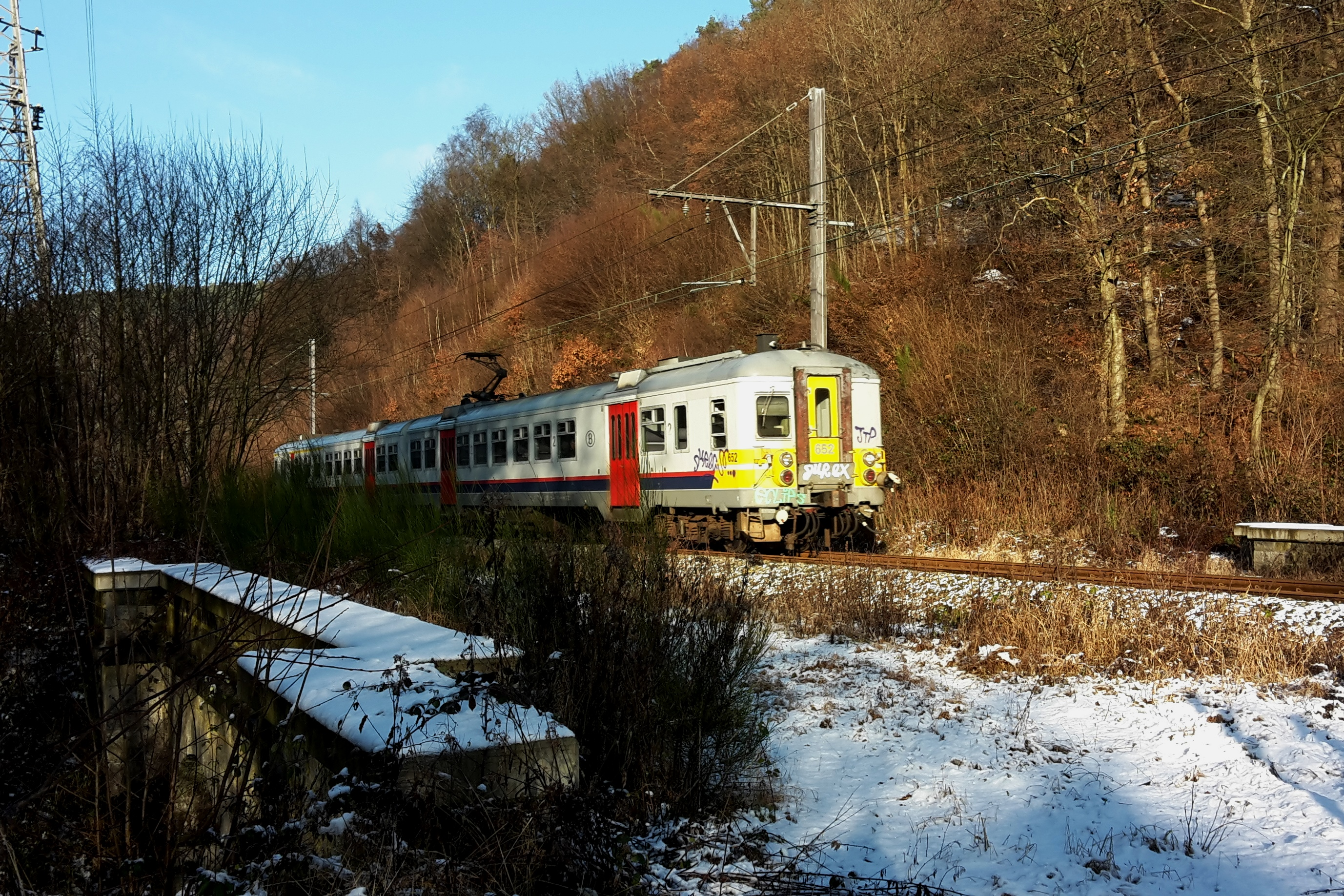
Südlich der ehemaligen Station La Reid, Brücke über den Ru de Chawion

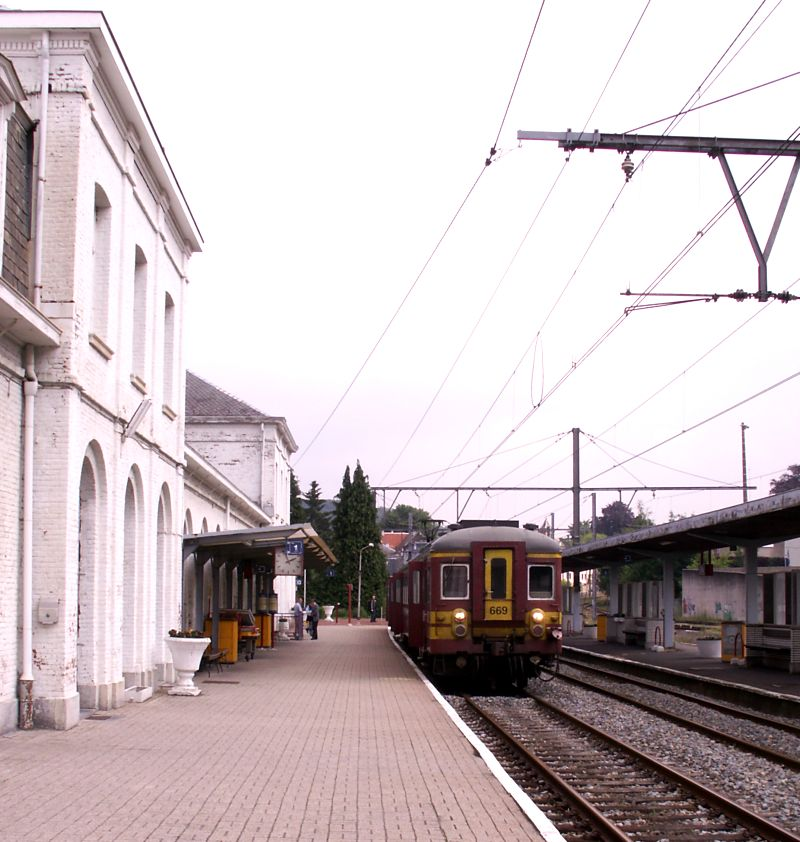
Bahnhof Spa

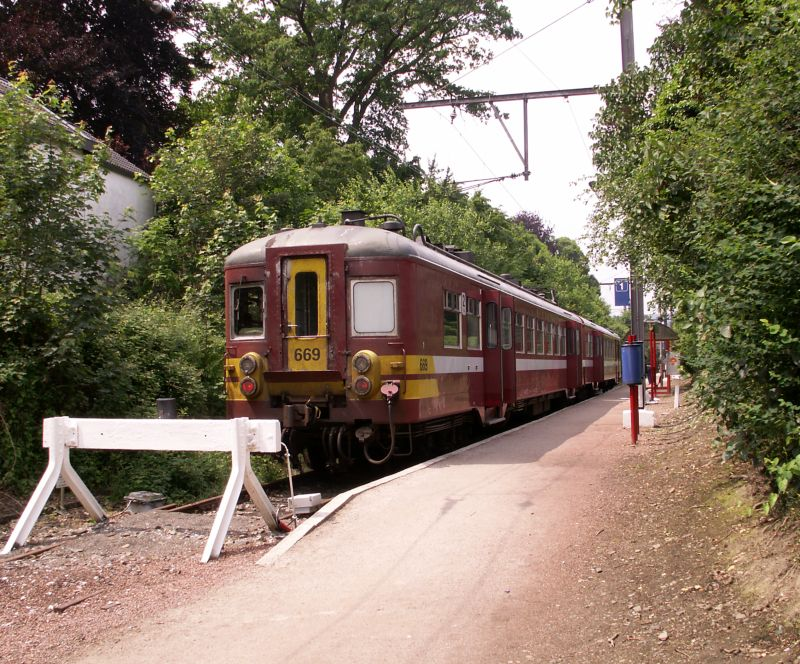
Haltepunkt Spa-Géronstère

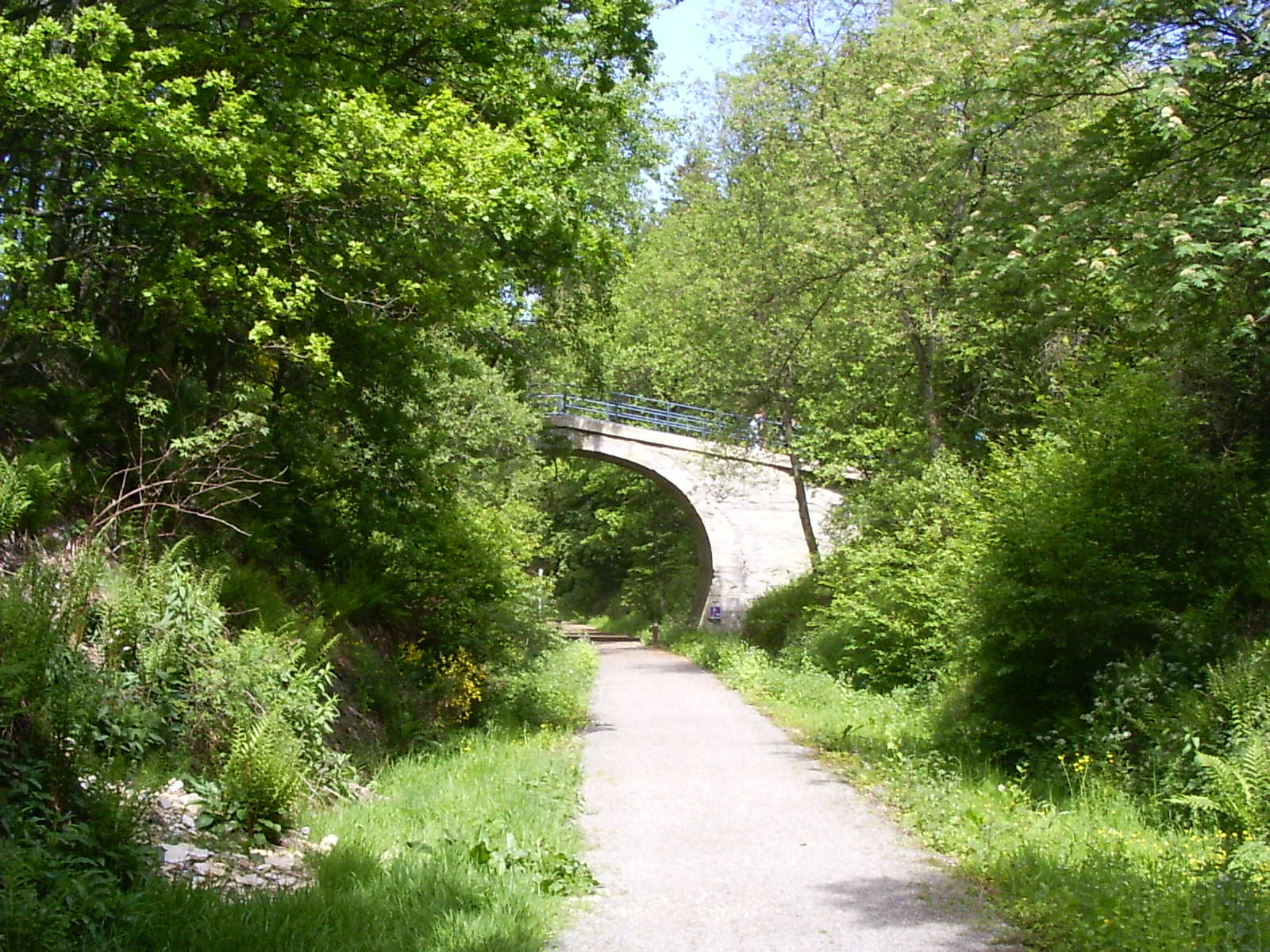
Trassenverlauf bei Hockai

Die Strecke vom Abzweigbahnhof Pepinster bis nach Spa wurde in drei Etappen 1854/55 eröffnet, also gerade 20 Jahre nach der ersten Eisenbahn Belgiens (und Deutschlands). Zu diesem Zeitpunkt war in Mitteleuropa noch das Kernnetz der Eisenbahnen im Entstehen begriffen, das später die Hauptstrecken des 20. Jahrhunderts bilden sollte. Dass eine nur 12 km lange Zweiglinie von hauptsächlich lokaler Bedeutung derart früh erbaut wurde, lag daran, dass der Kurort Spa, seinerzeit beliebtes Ziel gehobener Kreise bis hin zu europäischen Königshäusern, befürchtete, gegenüber Chaudfontaine ins Hintertreffen zu geraten. Chaudfontaine liegt 17 km westlich von Verviers und hatte seit 1843 einen Bahnhof an der internationalen Hauptstrecke Brüssel – Lüttich – Aachen – Köln (der allerdings 1984 aufgegeben und erst am 3. September 2018 wiedereröffnet wurde).
Die Bedeutung der Strecke nach Spa stieg stark an, als im Februar 1867 durch Prince Henri de Luxembourg und seine Gattin Prinzessin Amélie als Verlängerung nach Süden die Bahnstrecke Spa – Luxemburg eröffnet wurde. Durch diese neue Verbindung (die zur Verfügung gestellten Kapitalmittel kamen von einer Luxemburgischen Gesellschaft) war nun der Industrieraum von Verviers (und damit auch Aachen) über Spa, Stavelot und Trois-Ponts an Luxemburg und dessen damals sehr bedeutende Industrie angebunden. 1870 wurde ein Kurswagenlauf Lüttich – Spa – Luxemburg eingerichtet, und auch der Güterverkehr florierte.
Diese Glanzzeit währte allerdings nur zwei Jahrzehnte, denn ab 1889 war auf preußischer Seite die Vennbahn von Aachen über Monschau, St. Vith und Ulflingen (Troisvierges) bis nach Luxemburg durchgehend befahrbar, und die im folgenden Jahr auf belgischer Seite fertiggestellte und wesentlich günstiger trassierte Bahnstrecke Rivage–Trois Ponts (also der Lückenschluss zwischen Lüttich und Trois-Ponts) brachte der alten Linie über Spa und Stavelot einen erheblichen Bedeutungsverlust im Verkehr zwischen Ostbelgien und Luxemburg.
Dennoch war die Bedeutung der Strecke noch groß genug, dass zumindest der Abschnitt Pepinster – Spa in den Jahren 1901 bis 1903 zweigleisig ausgebaut wurde.
Der letzte Vorkriegsfahrplan von 1914 weist fünf durchgehende Zugpaare zwischen Verviers-West (dem damaligen „Hauptbahnhof“ der Stadt) und Luxemburg aus, davon eines sogar als Durchgangszug (D) mit deutlich weniger Zwischenhalten, welches die 149 Kilometer lange Gesamtstrecke in etwa vier Stunden bewältigte. Hinzu kamen drei Zugpaare zwischen Verviers-West und Trois-Ponts sowie schon damals über ein Dutzend Lokalzug-Paare zwischen Verviers-West und Spa. Direktverbindungen über Verviers hinaus bestanden mit täglichen Kurswagen (1., 2. und 3. Klasse) Luxemburg – Pepinster – Brüssel (diese liefen in dem erwähnten Durchgangszug) sowie einer nur im Sommer angebotenen täglichen Kurswagenverbindung Spa – Verviers – Cöln (und jeweils in Gegenrichtung).
In der Zwischenkriegszeit wurde ein Trend weg vom Fernverkehr hin zur reinen Nahverkehrsstrecke im Nordabschnitt sichtbar. Der Sommerfahrplan 1935 zeigt (im deutschen Auslandkursbuch) vom neu gebauten Bahnhof Verviers-Central aus 23 Züge nach Spa, von denen nur 7 weiter nach Trois-Ponts fahren (in der Gegenrichtung 8 von 26 Zügen). Direktverbindungen über Verviers hinaus sind hier nicht mehr verzeichnet, es verkehren lediglich zwei Drittel der Züge bereits von/bis Verviers-Ost.
Im Zweiten Weltkrieg wurde das zweite Streckengleis Pepinster – Spa von der deutschen Besatzung abgebaut und anderenorts verwendet.
Die nach dem Krieg zunehmende Motorisierung führte insbesondere in ländlichen Regionen zu einer Abwanderung des Verkehrs von der Schiene auf die Straße, so dass vor allem der Abschnitt südlich von Spa nur noch wenig Verkehr aufwies und dort letztlich 1959 im Personenverkehr stillgelegt wurde; bis Ende der 1960er-Jahre verkehrten noch einzelne Sonderzüge zu den Autorennen auf dem Circuit von Francorchamps, welcher unmittelbar östlich neben der Trasse liegt. Auch der Güterverkehr wurde südlich von Spa in den 1960er-Jahren eingestellt. Seit der Stilllegung bildet der Haltepunkt Spa-Géronstère, welcher im südlichen Teil der Kurstadt liegt, den Endpunkt der Strecke aus Richtung Verviers.
Die deutschen Auslandkursbücher der 1960er-Jahre zeigen weiterhin keine Anzeichen von Verbindungen über Verviers hinaus, dafür hingegen ein bereits stark in Richtung Taktfahrplan gehendes Fahrtenangebot. Ein Stundentakt oder noch dichtere Takte waren damals bei der Niederländischen Staatsbahn schon weitgehend üblich und auch in Belgien auf etlichen Strecken eingeführt, allerdings meist nicht auf die Minute exakt, sondern mit kleineren Abweichungen von Stunde zu Stunde.
Im Rahmen einer Modernisierungsoffensive der SNCB erhielt der verbliebene Nordabschnitt der Strecke eine Oberleitung, sodass seit dem Fahrplanwechsel am Sonntag, den 23. Mai 1971 elektrische Triebfahrzeuge auf der Strecke verkehren können. (Schweers und Wall nennen den 22. März als Termin, doch war dies ein Montag, so dass es sich um einen Tippfehler handeln dürfte, zumal Fotos von einer Eröffnungsfahrt am 6. Juni existieren, siehe Weblinks.) Dies ließ es nunmehr attraktiv werden, wieder direkte Verbindungen von/nach Brüssel über die schon Jahre zuvor elektrifizierte Hauptstrecke einzurichten. So verkehrte beispielsweise 1978 ein täglicher Schnellzug mit wenig Zwischenhalten von Mons (ab 7.58) über Brüssel Süd (ab 8.43) nach Spa (an 10.42), der in Pepinster nur 2 Minuten Aufenthalt hatte und die Strecke von dort bis Spa nonstop in 12 Minuten zurücklegte. Dieser Zug dürfte aus Triebwagen bestanden haben, da beim Unterwegshalt in Landen ein Zugteil nach Hasselt abgekuppelt wurde und beim Halt in Lüttich ein Teil, der als Lokalzug nach Welkenraedt weiterfuhr. Zurück fuhr dieser Zug um 18.22 Uhr ab Spa – Brüssel Süd an 20.25 – Mons an 21.07, hierbei wurde lediglich in Landen ein Zugteil aus Hasselt angekuppelt. In den deutschen Auslandkursbüchern der 1970er-Jahre taucht dieser Schnellzug als einziger fett gedruckter Zug auf dem Abschnitt Pepinster – Spa auf, mit einer bemerkenswerten Konstanz in den Fahrplanzeiten über die Jahre hinweg.
1984 wurde in ganz Belgien der Zugverkehr neu strukturiert und überall ein relativ streng eingehaltener Taktfahrplan eingeführt, so auch auf der Strecke nach Spa. Das Zugangebot bestand 1985 aus 17 Zugpaaren zuzüglich einem morgendlichen Berufsverkehrs-Verstärkerzug Géronstère – Verviers außerhalb der Taktzeiten. All diese Züge hatten die Gattung L (Lokalzug). Außerdem gab es an Sommer-Wochenenden weiterhin einen außer-Takt-Direktzug Brüssel Süd (7.41) – Spa (9.28) und zurück Spa (19.11) – Brüssel Süd (21.01); man hatte ihn also noch mehr auf Tagesausflügler ausgerichtet und die Aufenthaltszeit in Spa verlängert sowie die Fahrzeit insgesamt gekürzt; zwischen Pepinster und Spa verkehrte er immer noch ohne Halt. Er trug die Gattung T (Touristenzug). In der zweiten Hälfte der 1980er-Jahre verschwand dieser Zug aus dem Fahrplan.
Ende der 1980er-Jahre wurde jedoch zur Verbesserung des Grundangebots eingeführt, dass die Züge aus Spa nicht mehr in Verviers endeten, sondern großenteils nach Eupen weiterfuhren, und zwar genau in den Stunden, in denen der (stündliche) Intercity aus Oostende nicht nach Eupen, sondern nach Köln durchgebunden wurde. Nach Köln fuhren die IC grundsätzlich in jeder zweiten Stunde, allerdings gab es von diesem Grundsatz zahlreiche Abweichungen. Erst durch die Einführung der neuen Thalys-Hochgeschwindigkeitszüge Paris – Brüssel – Köln 1997, die anfangs exakt zweistündlich verkehrten, ergab sich eine strikte Regelmäßigkeit, durch die auch die stündlichen IC aus Oostende immer genau abwechselnd nach Köln (in den Stunden zwischen dem Thalys) oder nach Eupen fuhren. Zwischen Brüssel und Köln bestand dadurch ein angenäherter Stundentakt.
Als im Dezember 2002 die zweistündlichen Takt-Fernzüge Oostende – Köln durch (nur) drei Zugpaare des neuen mit dem belgischen Stromsystem kompatiblen Mehrsystem-ICE ersetzt wurden, verkehrten fortan sämtliche IC der Relation Oostende – Verviers ohne Abweichungen weiter bis Eupen. Dies hatte zur Folge, dass die Regionalzüge aus Spa-Géronstère nun einheitlich nicht mehr bis Eupen, sondern nur noch bis Welkenraedt weitergeführt wurden. Für den regionalen grenzüberschreitenden Verkehr wurde als Ersatz der euregioAIXpress (RE29/L09) geschaffen, der zweistündlich zwischen Lüttich und Aachen (mit den aus Spa bekannten belgischen Nahverkehrstriebwagen) verkehrte, auf belgischer Seite wurde dieser Zug als InterRegio (IR) bezeichnet.
Am 14. Dezember 2014 wurde schließlich das Konzept eingeführt: An allen Tagen der Woche verkehren stündliche Regionalbahnen durchgehend zwischen Spa-Géronstère über Verviers nach Aachen Hbf. Zum Einsatz kommen immer noch die (inzwischen modernisierten) Elektrotriebwagen der NMBS/SNCB-Reihe AM 62-79.
Mit dem Fahrplanwechsel am 10. Dezember 2023 wurden die Linienäste des RE29 westlich von Verviers zwischen der L09 nach Spa-Geronstere und der S41 nach Liège-Saint-Lambert getauscht. Somit verkehrt der L09 nach 9 Jahren wieder vom Bahnhof Verviers-Central nach Spa-Geronstere. Seit dem genannten Fahrplanwechsel werden anstelle der Reihe AM 62-79 nun Fahrzeuge der Reihe AM 80 eingesetzt.